# Finström
60°16′N 19°56′Ø / 60.267°N 19.933°Ø
Finströms Kommune er en kommune på Ålandsøerne der ligger centralt på øgruppens hovedø fasta Åland. Den grænser mod vest till Hammarlands kommune, mod nord til Geta kommune, mod øst til Saltviks og Sunds kommuner samt mod syd til Jomala kommune. Der bor ca. 2.400 indbyggere i kommunen, som dermed er Ålands folkerigeste næst efter Mariehamn.
Finströms Kommunes hovedby er Godby med ca. 900 indbyggere, og dermed Ålandsøernes næststørste by. I Godby finder man butikker, bank, post, to skoler, lægecenter, apotek og bibliotek.
Skt. Mikaels kirke i Godby er fra 1100-tallet. Den blev restaueret 1970-71 og har bl.a. en træskulptur af St. Mikael fra 1250. Alteret og kalkmalerierne er fra midten af 1400-tallet.
Ålands Folkehøjskole, som ligger i nærheden af kirken, har for Åland historisk betydning men er også samtidig en moderne skole med elever fra hele verden. Ved skolen er der et mindesmærke for et nationalt møde i 1917, hvor man besluttede at Åland skulle genforenes med Sverige. Hændelsen resulterede senere i, at Ålandsøerne fik selvstyre.
Mange er beskæftiget i turisterhvervet og i mindre håndværks- og industrivirksomheder. Landmændene i Finström har bl.a. specialiseret sig i æble- og grøntsagsproduktion, og en enkelt gård i vinavl. Den 150 km lange kyst med mange bugter, har en del sommerhusbebyggelser og flere gode badestrande.
Nær Godby ligger Ålands Idrætscenter som er et kombineret vandrerhjem, konferencecenter og idrætsanlæg med faciliteter for svømning, fodbold, håndbold, basketball, volleyball, floorball, tennis, bordtennis, langrend, skøjteløb og vandreture.
Liste med bygder og mindre bosættelser: Rågetsböle, Bamböle, Bartsgårda, Bastö, Bergö, Bjärström, Emkarby, Enbolstad, Godby, Grelsby, Kulla, Markusböle, Pålsböle, Pettböle, Strömsvik, Stålsby, Svartsmara, Tjudö, Torrbolstad, Tärnebolstad, Västanträsk, Åttböle, Ämnäs.
- Finströms Kirke, 1990
- Ålands Folkehøjskole, 1990
- Mindesten ved Ålands Folkehøjskole